# 南極観測基地の一覧

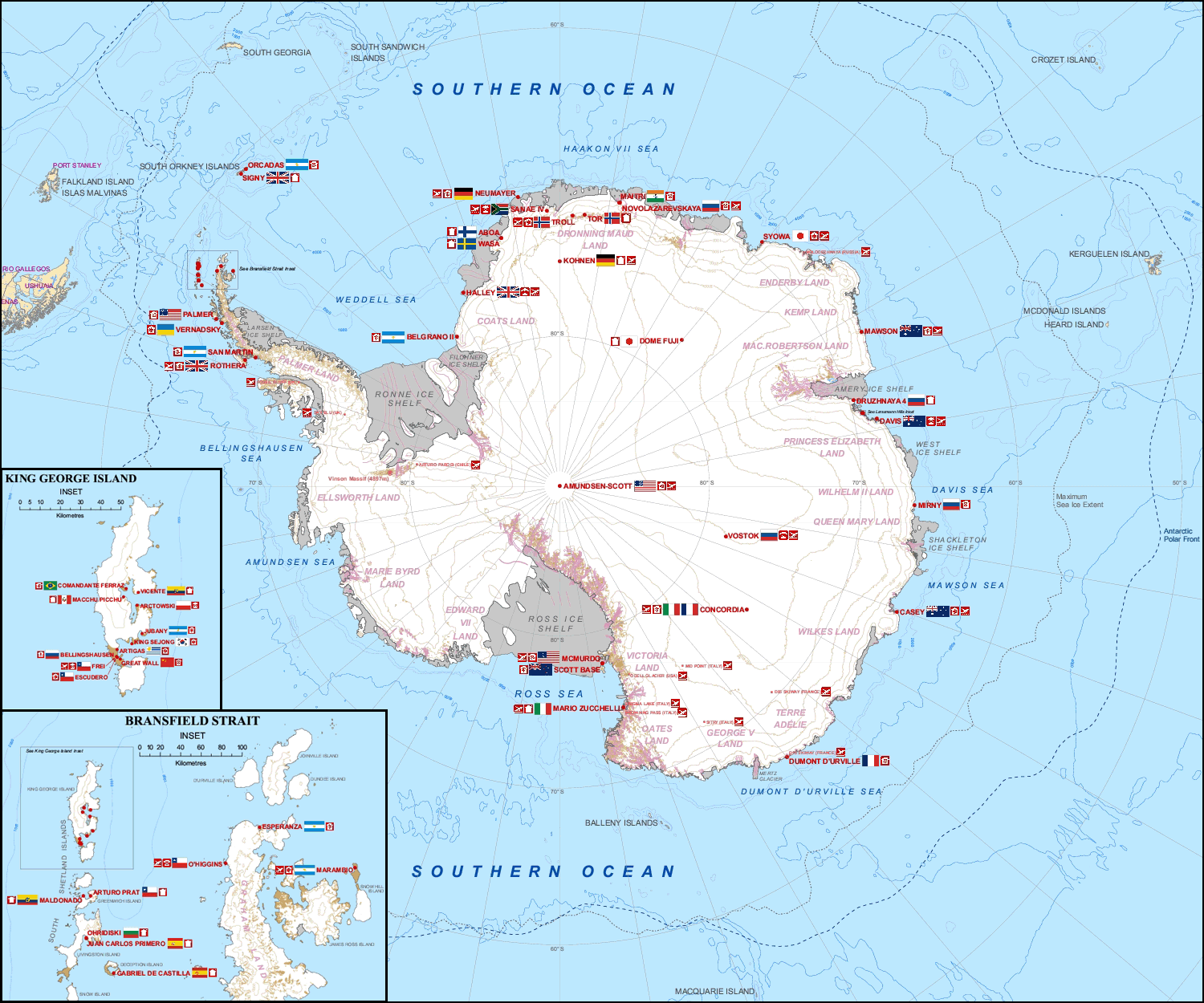
南極観測基地の位置

南極観測基地の一覧（なんきょくかんそくきち の いちらん、List of research stations in Antarctica）をここに示す。

## 観測基地
| 基地名                                                         | 運営季節                  | 国名              | 開設年      | 運営主体・目的                                 | 場所                                      | 位置                                                              | 時刻帯  |
| -------------------------------------------------------------- | ------------------------- | ----------------- | ----------- | ---------------------------------------------- | ----------------------------------------- | ----------------------------------------------------------------- | ------- |
| アボア基地 Aboa                                                | 夏季のみ                  | フィンランド      | 1988年      |                                                | クイーン・モード・ランド                  | 南緯73度03分 西経13度25分 / 南緯73.050度 西経13.417度             |         |
| ベルナツキー基地                                               | 通年                      | ウクライナ        | 1994年      |                                                | ガリンデズ島 Galindez Island              | 南緯65度14分 西経64度15分 / 南緯65.233度 西経64.250度             | UTC-3   |
| アルミランテ・ブラウン南極基地                                 | 夏季のみ                  | アルゼンチン      | 1951年      | 領有権主張                                     | パラダイス湾                              | 南緯64度53分 西経62度53分 / 南緯64.883度 西経62.883度             | UTC-3   |
| アムンゼン・スコット基地                                       | 通年                      | アメリカ合衆国    | 1957年      | アメリカ合衆国南極プログラム                   | 南極点                                    | 南緯90度0分 東経0度0分 / 南緯90.000度 東経0.000度                 | UTC+12* |
| あすか基地                                                     | 無人観測拠点              | 日本              | 1985年      | 国立極地研究所                                 | クイーン・モード・ランド                  | 南緯71度31分34秒 東経24度08分17秒 / 南緯71.52611度 東経24.13806度 |         |
| ヘネラル・ベルグラノII基地                                     | 通年                      | アルゼンチン      | 1979年      | 研究・気象観測拠点                             |                                           | 南緯71度31分 西経24度08分 / 南緯71.517度 西経24.133度             | UTC-3   |
| ベリングスハウゼン基地                                         | 通年                      | ロシア            | 1968年      |                                                | キングジョージ島                          | 南緯62度11分47秒 西経58度57分39秒 / 南緯62.19639度 西経58.96083度 |         |
| ヘネラル・ベルナルド・ヒギンス基地                             | 通年                      | チリ              | 1948年      | チリ陸軍                                       | 南極半島                                  | 南緯63度19分 西経57度54分 / 南緯63.317度 西経57.900度             | UTC-3   |
| ケーシー基地                                                   | 通年                      | オーストラリア    | 1959年      | オーストラリア南極局                           | ヴィンセンス湾                            | 南緯66度17分 東経110度32分 / 南緯66.283度 東経110.533度           | UTC+11  |
| コマンダンテ・フェラス基地                                     | 通年                      | ブラジル          | 1984年      |                                                | キングジョージ島                          | 南緯62度08分 西経58度40分 / 南緯62.133度 西経58.667度             |         |
| コンコルディア基地                                             | 通年                      | フランス イタリア | 2005年      |                                                |                                           | 南緯75度06分 東経123度20分 / 南緯75.100度 東経123.333度           |         |
| ダクシンガンゴトリ基地 दक्षिण गंगोत्री                               | 通年                      | インド            | 1983年      | 国立南極海洋研究センター                       | シルマッヒャー・オアシス                  | 南緯70度45分 東経11度46分 / 南緯70.750度 東経11.767度             |         |
| デービス基地                                                   | 通年                      | オーストラリア    | 1957年      | オーストラリア南極局                           | プリンセス・エリザベス・ランド            | 南緯68度35分 東経77度58分 / 南緯68.583度 東経77.967度             | UTC+7   |
| ドームふじ基地                                                 | 無人(2,3年に夏季隊が来る) | 日本              | 1995年      | 国立極地研究所                                 | クイーン・モード・ランド・ドームF         | 南緯77度19分01秒 東経39度42分12秒 / 南緯77.31694度 東経39.70333度 |         |
| デュモン・デュルヴィル基地                                     | 通年                      | フランス          | 1956年      |                                                | アデリーランド                            | 南緯66度40分 東経140度00分 / 南緯66.667度 東経140.000度           | UTC+10  |
| エドゥアルド・フレイ・モンタルバ基地                           | 通年                      | チリ              | 1969年      | チリ空軍                                       | キングジョージ島                          | 南緯62度12分 西経58度57分 / 南緯62.200度 西経58.950度             | UTC-3   |
| エスペランサ基地                                               | 通年                      | アルゼンチン      | 1975年      | 研究・気象観測・学校・観光拠点                 | ホープ湾                                  | 南緯63度24分 西経57度00分 / 南緯63.400度 西経57.000度             | UTC-3   |
| ガブリエル・デ・キャスティラ・スパニッシュ南極基地             | 夏季のみ                  | スペイン          | 1989年      | 海洋生物研究                                   | デセプション島                            | 南緯62度58分 西経60度41分 / 南緯62.967度 西経60.683度             |         |
| ヘネラル・アルティガス基地                                     | 通年                      | ウルグアイ        | ?           |                                                |                                           |                                                                   | UTC-3   |
| ゲイルグ・フォン・ノイマイヤー基地                             | ノイマイヤー基地に更新    | ドイツ            | 1981-1992年 | アルフレッド・ウェゲナー研究所                 | アトカ湾                                  | 南緯70度37分 西経08度22分 / 南緯70.617度 西経8.367度              |         |
| 長城基地                                                       | 通年                      | 中華人民共和国    | 1985年      | 気象観測                                       | キングジョージ島                          | 南緯62度13分 西経58度57分 / 南緯62.217度 西経58.950度             |         |
| ハリー研究基地                                                 | 通年                      | イギリス          | 1956年      | イギリス南極観測局                             | ブラント棚氷                              | 南緯75度35分 西経26度34分 / 南緯75.583度 西経26.567度             |         |
| アルツトウスキー基地 Henryk Arctowski Polish Antarctic Station | 通年                      | ポーランド        | 1977年      | 海洋生物・地学・雪氷学などの研究               | キングジョージ島                          | 南緯62度10分 西経058度28分 / 南緯62.167度 西経58.467度            |         |
| 張保皐基地（チャン・ボゴ）                                     | 通年                      | 大韓民国          | 2014年      |                                                | Terra Nova Bay                            | 南緯74度37分 東経164度12分 / 南緯74.617度 東経164.200度           | UTC+11  |
| ジンナー南極基地 جناح جنوبی قطب اسٹیشن                         | 夏季のみ                  | パキスタン        | 1991年      |                                                | レイン・マリー海岸                        | 南緯70度24分 東経25度45分 / 南緯70.400度 東経25.750度             |         |
| フアン・カルロス1世スペイン南極基地                            | 夏季のみ                  | スペイン          | 1988年      | 研究・気象観測                                 | リヴィングストン島                        | 南緯62度39分 西経60度23分 / 南緯62.650度 西経60.383度             |         |
| ジュバニー                                                     | 通年                      | アルゼンチン      | 1953年      | 生物研究および気象観測                         | キングジョージ島                          | 南緯62度14分 西経58度40分 / 南緯62.233度 西経58.667度             | UTC-3   |
| 世宗基地（セジョン）                                           | 通年                      | 大韓民国          | 1988年      |                                                | キングジョージ島                          | 南緯62度13分 西経58度47分 / 南緯62.217度 西経58.783度             |         |
| Law-Racovita Station                                           | 夏季のみ                  | ルーマニア        | 1986年      |                                                | プリンセス・エリザベス・ランド            |                                                                   |         |
| マチュ・ピチュ研究基地                                         | 夏季のみ                  | ペルー            | 1989年      |                                                | キングジョージ島                          |                                                                   |         |
| マックォーリー基地                                             | ?                         | オーストラリア    | 1911年      | オーストラリア南極局                           | マックォーリー島                          |                                                                   |         |
| マイトリ基地 मैत्री                                               | 通年                      | インド            | 1989年      | 国立南極海洋研究センター                       | シルマッヒャー・オアシス                  | 南緯70度45.58分 東経11度43.56分 / 南緯70.75967度 東経11.72600度   |         |
| マランビオ基地                                                 | 通年                      | アルゼンチン      | 1969年      | 研究・気象観測拠点・滑走路                     | シーモア島                                | 南緯64度14分 西経56度37分 / 南緯64.233度 西経56.617度             | UTC-3   |
| マリオ・ズッケリ基地                                           | 夏季のみ                  | イタリア          | 1986年      | 海洋生物・地学・気象などの研究                 | ノヴァ湾                                  | 南緯74度42分 東経164度07分 / 南緯74.700度 東経164.117度           | UTC+12  |
| モーソン基地                                                   | 通年                      | オーストラリア    | 1954年?     | オーストラリア南極局                           | マック・ロバ-トソン・ランド               | 南緯67度36分 東経62度53分 / 南緯67.600度 東経62.883度             | UTC+6   |
| マクマード基地                                                 | 通年                      | アメリカ合衆国    | 1956年      |                                                | ロス島                                    | 南緯77度51分 東経166度40分 / 南緯77.850度 東経166.667度           | UTC+12  |
| メンデル極地基地                                               | 夏季のみ                  | チェコ            | 2006年      | 生物・地学・気象の研究                         | ジェイムズ・ロス島                        | 南緯63度48分 西経57度52分 / 南緯63.800度 西経57.867度             |         |
| ミールヌイ基地                                                 | 通年                      | ロシア            | 1956年      | 生物・地学・気象の研究                         |                                           | 南緯66度33分07秒 東経93度00分53秒 / 南緯66.55194度 東経93.01472度 |         |
| みずほ基地                                                     | 移動拠点                  | 日本              | 1970年      | 国立極地研究所                                 | クイーン・モード・ランド                  | 南緯70度41分 東経44度19分 / 南緯70.683度 東経44.317度             |         |
| マラジョージナヤ基地                                           | 通年                      | ロシア ベラルーシ | 1970?       | 気象観測                                       |                                           | 南緯67度40分18秒 東経45度51分21秒 / 南緯67.67167度 東経45.85583度 |         |
| ノイマイヤー基地                                               | 通年                      | ドイツ            | 1992年      | アルフレッド・ウェゲナー研究所                 | アトカ湾                                  | 南緯70度39分 西経08度15分 / 南緯70.650度 西経8.250度              |         |
| ノイマイヤー基地III                                            | 通年                      | ドイツ            | 2009年      | アルフレッド・ウェゲナー研究所                 | アトカ湾                                  | 南緯70度40分48秒 西経08度16分12秒 / 南緯70.68000度 西経8.27000度  |         |
| ノボラザレフスカヤ基地                                         | 通年                      | ロシア            | 1961年      |                                                | シルマッヒャー・オアシス                  | 南緯70度46分26秒 東経11度51分54秒 / 南緯70.77389度 東経11.86500度 |         |
| オルカダス基地                                                 | 通年                      | アルゼンチン      | 1904年      | 気象観測                                       | オルカダス島                              | 南緯60度44分 西経44度44分 / 南緯60.733度 西経44.733度             | UTC-3   |
| パーマー基地                                                   | 通年                      | アメリカ合衆国    | 1968年      | 研究拠点・ヘリポート.                          | アンヴァース島                            | 南緯64度46分 西経64度03分 / 南緯64.77度 西経64.05度               | UTC-3   |
| カピタン・アルツロ・プラット基地                               | 通年                      | チリ              | 1947年      | チリ海軍                                       | グリニッジ島                              |                                                                   | UTC-3   |
| プラトー基地                                                   | 閉鎖                      | アメリカ合衆国    | 1965 年     | アメリカ国立科学財団・アメリカ海軍、臨時・中継 | クイーン・モード・ランド                  | 南緯79度15分 東経40度30分 / 南緯79.250度 東経40.500度             |         |
| プロフェッサー・ジュリオ・エスカデロ基地                       | 通年                      | チリ              | 1994年      |                                                | キングジョージ島                          |                                                                   | UTC-3   |
| プログレス基地                                                 | 夏季のみ                  | ロシア            | 1988年      |                                                |                                           | 南緯69度22分44秒 東経76度23分13秒 / 南緯69.37889度 東経76.38694度 |         |
| ロゼラ研究基地                                                 | 通年                      | イギリス          | 1975年      | イギリス南極観測局                             | アデレード島                              | 南緯67度34分 西経68度08分 / 南緯67.567度 西経68.133度             |         |
| サン・マーチン基地                                             | 通年                      | アルゼンチン      | 1951年      | 研究・気象観測拠点                             |                                           | 南緯68度08分 西経67度06分 / 南緯68.133度 西経67.100度             | UTC-3   |
| SANAE (South African National Antarctic Expeditions)           | 通年                      | 南アフリカ        | ?           |                                                | クイーン・モード・ランド                  |                                                                   |         |
| オフリドの聖クリメント基地                                     | 通年                      | ブルガリア        | 1988年      | 生物・気象研究                                 | リヴィングストン島                        | 南緯62度38分29秒 西経60度21分53秒 / 南緯62.64139度 西経60.36472度 |         |
| スコット基地                                                   | 通年                      | ニュージーランド  | 1957年      | アンタークティカ ニュージーランド              | ロス島                                    | 南緯77度51分 東経166度45分 / 南緯77.850度 東経166.750度           | UTC+12  |
| 昭和基地                                                       | 通年                      | 日本              | 1957年      | 国立極地研究所                                 | 東オングル島                              | 南緯69度00分 東経39度35分 / 南緯69.000度 東経39.583度             | GMT+3   |
| スヴェア (Svea)                                                | 夏季のみ                  | スウェーデン      | 1988年      |                                                | クイーン・モード・ランド                  | 南緯74度35分 西経11度13分 / 南緯74.583度 西経11.217度             |         |
| トロル基地                                                     | 通年                      | ノルウェー        | 1990年      | ノルウェー極地研究所                           | クイーン・モード・ランド                  | 南緯74度35分 西経11度13分 / 南緯74.583度 西経11.217度             |         |
| ワサ基地                                                       | 夏季のみ                  | スウェーデン      | 1989年      |                                                | クイーン・モード・ランド                  | 南緯73度03分 西経13度25分 / 南緯73.050度 西経13.417度             |         |
| ボストーク基地                                                 | 通年                      | ロシア            | 1957 年     | アイス・コア・ボーリング                       |                                           | 南緯78度28分 東経106度48分 / 南緯78.467度 東経106.800度           | UTC+6   |
| 中山基地                                                       | 通年                      | 中華人民共和国    | 1989年      | 中国極地研究所 (PRIC)                          | プリッツ湾                                | 南緯69度22分44秒 東経76度22分40秒 / 南緯69.37889度 東経76.37778度 |         |
| 崑崙基地                                                       | 夏季のみ                  | 中華人民共和国    | 2009年      | 国家海洋局極地考察弁公室 (CAA)                 | ドームA                                   | 南緯80度25分01秒 東経77度06分58秒 / 南緯80.41694度 東経77.11611度 |         |
| 泰山基地                                                       | 夏季のみ                  | 中華人民共和国    | 2014年      |                                                |                                           | 南緯73度51分 東経76度58分 / 南緯73.850度 東経76.967度             |         |
| プリンセス・エリザベス基地                                     | 夏季のみ                  | ベルギー          | 2008年      | 国際極地基金 (IPF) 、ベルギー科学政策事務局    | クイーン・モード・ランド SorRondane山脈麓 | 南緯71度57分 東経23度20分 / 南緯71.950度 東経23.333度             |         |